# Casa de Sales
La casa de Sales fou una casa nobiliària de Mallorca que es distingí sobretot al segle xviii i formà part de pacte de les Nou Cases. Desaparegué a final del mateix segle xviii i fou succeïda pels Caro, marquesos de la Romana.
Es començà a destacar el segle xv: llavors Bartomeu de Sales lluità contra els corsaris argelins en diverses ocasions, i comencen a aparèixer membres d'aquesta família amb càrrecs de jurats, consellers, batles i veguers per l'estament dels ciutadans. Al llarg dels segles xvi i xvii aconseguí passar a l'estament dels cavallers: el 1569 Gabriel de Sales obtengué un reial privilegi militar, el 1581 Jeroni de Sales fou armat cavaller i el 1612 un altre Jeroni de Sales obtengué privilegi de noblesa. El segle xvii, Antoni de Sala i de Verí es casà amb Agnès de Caulelles i Fuster, i els seus fills heretaren l'antiga casa dels Pacs Fuster, al costat de l'església de Santa Creu de Palma, coneguda posteriorment com a Can Sales, la casa pairal de la família. El 1592, Jeroni de Sala i de Quint comprà al cavaller Miquel Joan de Santmartí unes cases al carrer de Sant Feliu, ampliades el 1743 per Elionor de Sala i de Berga, casal conegut amb el nom de Can Sales Menor. Va pertànyer a la família i fou venut el 1825.

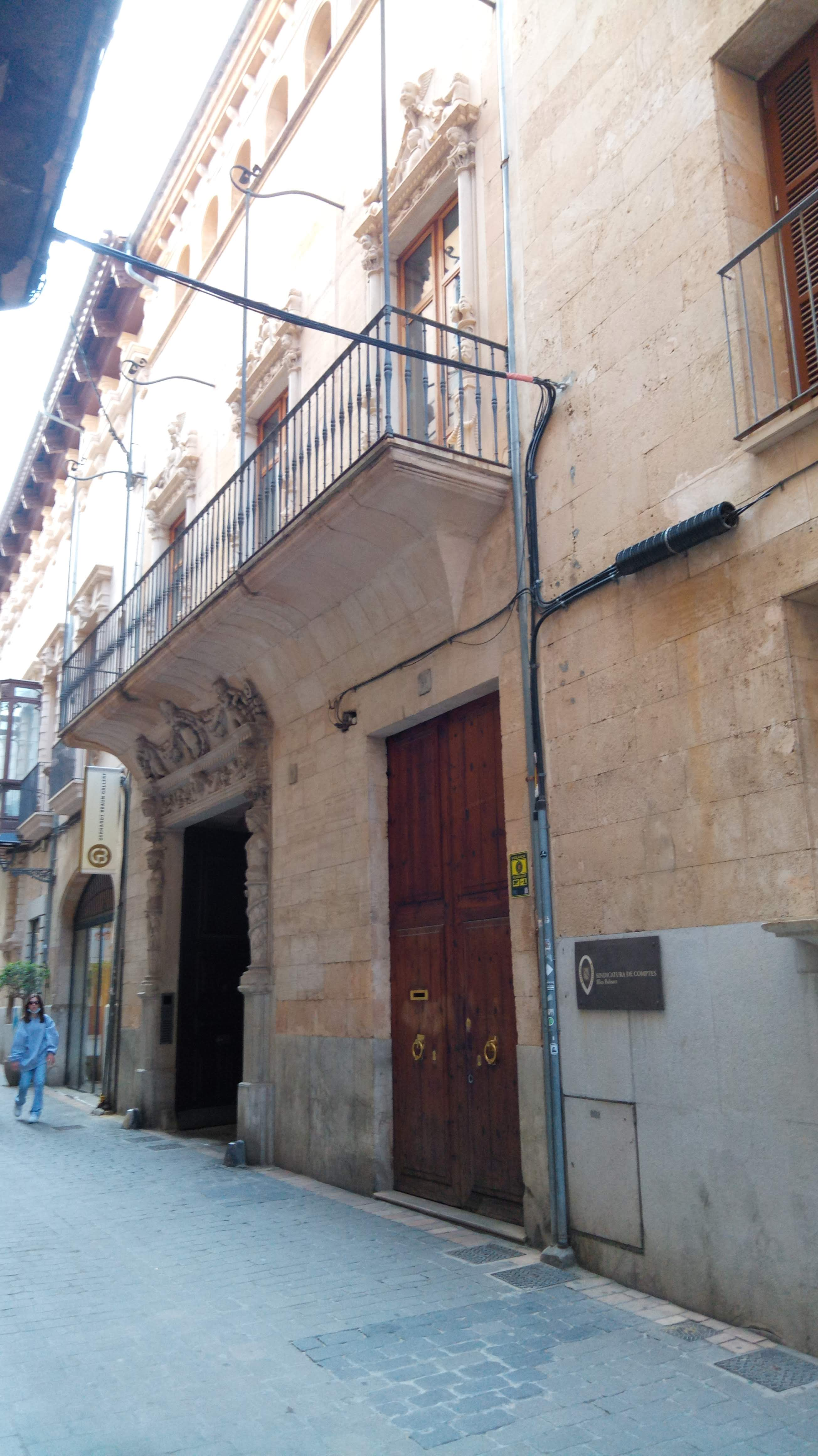
Can Sales Menor, d'estil manierista, es va fer famosa arran de la compra per part del president Jaume Matas i els seus casos de corrupció. La premsa l'anomenà el «palauet» d'en Matas.

El segle xvii entroncaren amb els Caulelles, Fuster, Burgues i Santacília, i n'heretaren els vincles, i així el segle xviii formaren part del pacte de les Nou Cases. Joan Fuster de Sales fou gentilhome de cambra del rei i regidor perpetu de Palma a partir de 1718, i morí el 1751. El seu germà i hereu, Antoni Fuster de Sales (Palma 1690-1764) va ser coronel del Regiment de Milícies Provincials. Però, per manca de descendència de Josep de Sales i Boixadors, succeïren a la família pel matrimoni amb les seves germanes: 
- Pere de Verí i Sales, pel matrimoni entre Bàrbara de Sales i Boixadors amb Tomàs de Verí i de Togores.
- Els marquesos de la Romana, pel matrimoni (1801) entre Dionísia de Sales i Boixadors i Pere Caro Sureda.[1]